# فهرست پری
فهرست پری (انگلیسی: Perry Index) یک نمایه پرکاربرد از «حکایت‌های ازوپ» یا «آزوپیکا» است، افسانه‌هایی که به ازوپ، داستان‌نویسی که ۶۲۰ و ۵۶۰ ق.م. در یونان باستان می‌زیست، منسوب شده ست. این فهرست توسط بن ادوین پری، استاد کلاسیک در دانشگاه ایلینوی در اربانا-شمپین ایجاد شده‌است.
پژوهش‌های مدرن بر این باورند که ازوپ احتمالاً همه افسانه‌های منسوب به او را نساخته‌است؛ در واقع، تعداد کمی از آنها برای اولین بار قبل از زندگی ازوپ استفاده شده‌اند، در حالی که اولین ثبتی که ما از بسیاری دیگر داریم مربوط به بیش از یک هزار سال پس از زمان او است. به‌طور سنتی، افسانه‌های ازوپ به ترتیب حروف الفبا تنظیم می‌شد که برای خواننده مفید نیست. پری آنها را بر اساس زبان (یونانی و سپس لاتین)، ترتیب زمانی، بر اساس منبع، و سپس بر اساس حروف الفبا فهرست کرد. فرانسیسکو رودریگز آدرادوس، محقق اسپانیایی، سیستم مشابهی را ایجاد کرد. این سیستم همچنین به خواننده معمولی کمک نمی‌کند، اما برای اهداف علمی بهترین است.